# 7806 Umasslowell
A 7806 Umasslowell (ideiglenes jelöléssel 1971 UM) a Naprendszer kisbolygóövében található aszteroida. Luboš Kohoutek fedezte fel 1971. október 26-án.